# Nazionale maschile di pallacanestro della Namibia
La nazionale di pallacanestro della Namibia è la rappresentativa cestistica della Namibia ed è posta sotto l'egida della Federazione cestistica della Namibia.